# アテネ (小惑星)
アテネ (881 Athene) は小惑星帯に位置する小惑星である。ハイデルベルクのケーニッヒシュトゥール天文台でマックス・ヴォルフによって発見された。
ギリシア神話の女神で、ギリシアの首都アテネの守護神として慕われているアテーナーに因んで命名された。